# 국제 월드 게임 협회
국제 월드 게임 협회(International World Games Association, IWGA)는 4년마다 열리는 종합 스포츠 경기 대회인 월드 게임을 주관하는 국제 협회이다. 1981년에 설립되었다.

## 가맹 단체
현재 36 개의 국제 경기 연맹이 IWGA에 가입되어 있는 상태이다.
| 종목              | 단체                             |
| ----------------- | -------------------------------- |
| 공수도            | 세계 가라데 연맹 (WKF)           |
| 네트볼            | 국제 네트볼 연맹 (IFNA)          |
| 당구              | 세계 당구 스포츠 연합 (WCBS)     |
| 댄스스포츠        | 국제댄스스포츠연맹 (IDSF)        |
| 라켓볼            | 국제 라켓볼 연맹 (IRF)           |
| 라크로스          | 국제 라크로스 연맹 (FIL)         |
| 럭비              | 국제 럭비 위원회 (IRB)           |
| 롤러스케이팅      | 국제 롤러 스케이팅 연맹 (FIRS)   |
| 무에타이          | 세계 무에타이 연맹 (IFMA)        |
| 보디빌딩          | 국제 보디빌딩 연맹 (IFBB)        |
| 보울              | 국제 보울 연맹 (CMSB)            |
| 볼링              | 국제 볼링 연맹 (FIQ)             |
| 수상스키          | 국제 수상스키 연맹 (IWSF)        |
| 수중스포츠·핀수영 | 세계 수중 연맹 (CMAS)            |
| 소프트볼          | 국제 소프트볼 연맹(ISF)          |
| 스모              | 국제 스모 연맹 (ISF)             |
| 스쿼시            | 세계 스쿼시 연맹(WSF)            |
| 아이키도          | 국제 아이키도 연맹 (IAF)         |
| 암벽등반          | 국제 스포츠 클라이밍 연맹 (IFSC) |
| 양궁              | 세계 양궁 연맹(WA)               |
| 오리엔티어링      | 국제 오리엔티어링 연맹 (IOF)     |
| 인명구조          | 국제 구명 연맹 (ILSF)            |
| 주짓수            | 국제 주짓수 연맹 (JJIF)          |
| 줄다리기          | 국제 줄다리기 연맹 (TWIF)        |
| 체조              | 국제 체조 연맹 (FIG / IFG)       |
| 카누              | 국제 카누 연맹 (ICF)             |
| 캐스팅            | 국제 캐스팅 연맹 (ICSF)          |
| 코프볼            | 국제 코프볼 연맹 (IKF)           |
| 파도타기          | 국제 서핑 협회 (ISA)             |
| 파워리프팅        | 국제 파워리프팅 연맹 (IPF)       |
| 플라잉디스크      | 세계 플라잉 디스크 연맹 (WFDF)   |
| 플로어볼          | 국제 플로어볼 연맹 (IFF)         |
| 피스트볼          | 국제 피스트볼 협회 (IFA)         |
| 필드하키          | 국제 하키 연맹 (FIH)             |
| 항공스포츠        | 세계 항공 연맹 (FAI)             |
| 핸드볼            | 국제 핸드볼 연맹 (IHF)           |

## 같이 보기
- 월드 게임